# Flora Hawaiiensis; the New Illustrated Flora of the Hawaiian Islands
Flora Hawaiiensis; the New Illustrated Flora of the Hawaiian Islands (abreviado Fl. Hawaiiensis (Degener)) es un libro con ilustraciones y descripciones botánicas que fue escrito por el botánico y conservacionista estadounidense Otto Degener y publicado en Honolulu en el año 1932.